# Ragibagh Khan
Ragibagh Khan (cyrillique : Ражабаг, MNS : Alidkhev), nom de règne Tianshun (chinois : 元天順帝), né en 1320 et décédé le 1er novembre 1328 est un khagan mongol de la dynastie Yuan. Après la mort de son prédécesseur, Yesün Temür Khan, le 15 août 1328, il régna brièvement d'octobre 1328, jusqu'à sa mort le 14 novembre 1328.

## Biographie
Ragibagh était le fils aîné de Yesün Temür. Sa mère Babukhan Khatun était issue du clan Khonggirad, qui détenait le pouvoir grâce à son mariage avec la famille impériale. Il devint prince héritier dès l'enfance en 1324. En août 1328, lorsque Yesün Temür mourut subitement à Shangdu, il y fut installé par le puissant officier musulman Dawlat Shah le mois suivant.
Cependant, la mort soudaine de Yesün Temür a déclenché un soulèvement d'une faction anti-Dawlat qui n'était pas satisfaite de la monopolisation du pouvoir par les assistants de Yesün Temür, dont Dawlat Shah qui le servait depuis qu'il était en poste en Mongolie sous le nom de Jinong. Au huitième mois, le commandant mongolisé Qipchaq El Temür, en poste à Dadu, a lancé un coup d'État et a appelé à l'installation du fils de Khayishan. Tugh Temür a été accueilli à Dadu le même mois au cours duquel Ragibagh est monté sur le trône.
La guerre civile connue sous le nom de Guerre des Deux Capitales éclata bientôt. L'armée de Ragibagh a franchi la Grande Muraille en plusieurs points et a avancé sur Dadu ; mais fut sévèrement vaincu par les troupes d'El Temür. À l'époque, la majeure partie de l'armée de Ragibagh était impliquée sur le front de la Grande Muraille et la cour de Shangdu fut contrainte de se rendre dès le lendemain. Dawlat Shah et la plupart des principaux loyalistes ont été faits prisonniers puis exécutés par la faction Dadu après leur reddition ; mais Ragibagh aurait disparu après cela, apparemment assassiné.